# Бердичівська округа
Берди́чівська окру́га — адміністративно-територіальна одиниця Української СРР в 1923–1930 роках. Окружний центр — місто Бердичів.
На півночі округа межувала з Житомирською округою, на сході з Білоцерківською, на півдні з Вінницькою, на заході з Шепетівською і Проскурівською.

## Історія
Утворена 7 березня 1923 року з окружним центром у Бердичеві в складі Бердичівського, частин Липовецького, Сквирського, Таращанського повітів, у складі 13 районів:
- Бердичівський — з Бистрицької і Махнівської волостей.
- Білилівський — з Білилівської і Ширмівської волостей. Ліквідований 17 червня 1925 року.[2]
- Білопільський — з Білопільської і Пузирківської волостей. Ліквідований 17 червня 1925 року.[2]
- Бровківський — з Бровківської і Мало-Чорнявської волостей.
- Дзюнківський — з Дзюнківської і Бабинецької волостей. Ліквідований 17 червня 1925 року.[2]
- Іллінецький — з Іллінецької і Медовської волостей.
- Казатинський — з Казатинської і Юзефівської волостей.
- Липовецький — з Липовецької, Зазовської, Іванківської волостей і міста Липовця.
- Плисківський — з Плисково-Андрушевської і Животівської (без села Клюки) волостей.
- Погребищенський — з Погребищенської і Топорівської волостей.
- Ружинський — з Ружинської і Верхівнянської волостей.
- Самгородський — з Самгородської і Спичинецької волостей. Ліквідований 17 червня 1925 року.[2]
- Ходорківський — з Ходорківської волості. Ліквідований 17 червня 1925 року.[2]

Протягом 1924–1930 років межі округи кілька разів змінювалися.
27 березня 1925 року:
- Довголівська і Збаржівська сільради Тетіївського району Білоцерківської округи перейшли до складу Дзюнківського району Бердичівської округи.
- с. Кривошіїнці Ружинського району Бердичівської округи перейшло до складу Сквирського району Білоцерківської округи.
- Осичнівська і Рожичнівська сільради Плисківського району Бердичівської округи перейли до складу Оратівського району Уманської округи.
- Сологубівська сільрада Іллінецького району Бердичівської округи перейшла до складу Оратівського району Уманської округи.
- Даньківська, Дубровицька й Паріївська сільради Оратівського району Уманської округи перейшли до складу Іллінецького району Бердичівської округи.
- с. Велика Радзивилівка з залізн. ст. Вернигород Бровківського району Бердичівської округи перейшли до складу Білопільського району.
- Блажіївська і Дубово-Мехеринецька сільради Казатинського району Бердичівської округи перейшли до складу Білилівського району.
- Степанківська і Кулішівська сільради Білилівського району Бердичівської округи перейшли до складу Погребищенського району.
- Бартошівська і Кожанська сільради Іллінецького району Бердичівської округи перейшли до складу Плисківського району.
- Жорнішанська, Ормянківська й Якубівська сільради Липовецького району Бердичівської округи перейшли до складу Іллінецького району.
- Довжанська і Очеретнянська сільради Липовецького району Бердичівської округи перейшли до складу Плисківського району.
- с. Ротмістрівка Липовецького району Бердичівської округи перейшло до складу Самгородецького району.
- Васильківська, Малинківська і Спичинецька сільради Самгородецького району Бердичівської округи перейшли до складу Погребищінського району.
- Центр Бердичівського району Бердичівської округи перенесений з Бердичева до Махнівки, Бердичівський район перейменований на Махнівський.
- Центр Бровківського району Бердичівської округи перенесений з с. Бровки до м. Вчорайше, Бровківський район перейменований на Вчорайшанський.

17 червня 1925 року:
- Любарський, Янушпольський, Андрушівський район (у складі сільрад: Андрушівської, Гардищінської, Гальчинської, Котівської, Нехворощанської, Миньковецької, Павелківської і Криловської) і Чуднівський (у складі сільрад: Серяківської, Бездер, Ставки, Дриглівської, Дітківської, Сербинівської, Дубищинської, Старо-Чуднівської, Ново-Чуднівської, Корочінської, Ольшанської, Княжинської, Тютюнницької, Бабушківської, М.-Коровинецької, Столпівської, Красновульківської, Красносільської, Колківської, Волосівської й Карповицької) Житомирської округи на Волині перейшли до складу Бердичівської округи.
- Коднянський район Житомирської округи розформований, Ляховецька (без села Роскопана Могила), М. Мошківська, Червонинська і В.-Мошківська сільради перейшли до перечислюваного до складу Бердичівської округи Андрушівського району, а Солотвинська, Реєвська, Гальчинецька, Никонівська, Журбинецька, Скаковська і Половецька сільради до складу Махновського району.
- Слободищінська і Швайківська сільради Троянівського району Житомирської округи перейшли до складу Махновського району.
- П'ятківська, Пилипівська і Соснівська сільради Троянівського району Житомирської округи перейшли до складу Чуднівського району, включуваного до Бердичівської округи.
- Шуляйківська і Романківська сільради Миропольського району Житомирської округи перейшли до складу Чуднівського району, включуваного до Бердичівської округи.
- Привитівська і Печанівська сільради Миропольського району Житомирської округи перейшли до складу Любарського району, включуваного до Бердичівської округи на Київщині.
- М.-Татаринівська, Райківська і Голодьківська сільради включуваного до Бердичівської округи Янушпольського району перейшли до складу Махновського району.
- В.-Коровинецька, Рачківська і Бейзимівська сільради включуваного до Бердичівської округи Янушпольського району перейшли до складу Чуднівського району, включуваного до Бердичівської округи.
- Ходорківський район розформований, з віднесенням території:

- Ходорківської, Биківської, Пустельницької, Скочиської й Озерянськой сільрад до складу Корнинського району Білоцерківської округи на Київщині;
- Вербівської, Волице-Зарубинецької, Зарубинецької, Кормчиської, Степківської й Яроповицької сільрад до складу Андрушівського району, приєднуваного до Бердичівської округи на Київщині;
- Грубської сільради з с. Струцівкою й Яроповицько-Ходорківською скарбовою лісовою дачею до складу Коростишівського району Житомирської округи на Волині.

- Білопільський район розформований, з віднесенням території:

- Білопільської, В.-Гадомської, В.-Низгурської, Гуровецької, Закуринецької, Іванківської, Кашперівської, Красівської, Пузирецької, Садківської, Семенівської і Глуховецької сільрад до складу Махновського району;
- М.-П'ятигірської, Камінецької і Халаимгородської сільрад до складу Вчорайшенського району;
- Верболозької, Вернигородської і В.-Радзивилівської сільрад до складу Казатинського району.

- Білилівський район розформований, з віднесенням території:

- Білилівської, Голубівської, Городоцької, Дерганівської, Зарубинецької, Княжиківської, Кардонівської, Немиринецької і Огіївської сільрад до складу Ружинського району;
- Соснівської, Свитинецької, Талалаївської, Ширмівської, Лещинської і Люлинецької сільрад до складу Погребищенського району;
- Блажиївської і Дубово-Мехеринецької сільрад до складу Козятинського району.

- Дзюнківський район розформований, з віднесенням території:

- Дзюнківської, Наказнянської, Павлівської, Разкопанської, Долотецької, Обозівської з с. Княжою, Довгалівської і Збаражівської сільрад до складу Плисківського району;
- Бабинецької, Борщагівської, Новофастівської, Половецької, Скибинецької, Кур'янської і Сарижинецької сільрад до складу Погребищенського району;
- Калинської і Мовчанівської сільрад до складу Сквирського району Білоцерківської округи;
- Капустинської, Мармулівської і Чипижинецької сільрад до складу Володарського району Білоцерківської округи.

- Самгородський район розформований, з віднесенням території:

- Самгородської, Зозуленецької, Збаразької, Сошанської, Воскодавинської й Овсяницької сільрад до складу Козятинського району;
- Жидовецької, Булаївської, Левківської, Мончинської, Ординської, Сопинської, Черемошнинської, Малинської і Станилівської сільрад до складу Погребищенського району;
- Спичинецької і Васильківської сільрад до складу Плисківського району;
- Ротмистрівської сільради до складу Вахнівського району Вінницької округи.

- На території Бердичівської округи на Київщині утворений новий Бердичівський район з центром у місті Бердичеві у складі:

- В.-П'ятигірської, Бистрицької, Жидовецької, М.-Радзивилівської, Маркушівської, Обухівської, Терехівської, Фридрівської, Хажінської, Поличинецької, Грушковецької, Дмитріївської і Скраглійської сільрад Махновського району;
- Ляховецької (без с. Роскопана Могила), В.-Мошківської, Солотвинської, Реївської, Гальчинецької, Никонівської, Журбинецької, М.-Мошківської, Червонинської, Скаківської і Половецької сільрад, приєднуваних із складу розформовуваного Коднянського району Житомирської округи;
- Слободищінської й Швайківської сільрад, приєднуваних із складу Троянівського району Житомирської округи на Волині;
- М.-Татаринської, Райківської й Голодьківської сільрад Янушпольського району, приєднуваного до складу Бердичівської округи;
- Білопільської, В.-Гадомської, В.-Низгурської, Гуровецької, Іванківської, Кашперівської, Краківської, Пузирецької, Садківської й Семенівської сільрад розформовуваного Білопільського району.

- Бугаївська, Ст.-Животівська, Нов.-Животівська й Якимівська сільради Плисківського району перейшли до складу Оратівського району Уманської округи на Київщині.
- Липовецький і Іллінецький (без В.-Ростовської, Медівської, Мервинської, Чагівської й Володимирської сільрад) райони перейшли до складу Вінницької округи.
- Бистрицька і Моїсівська сільради Ружинського району перейшли до складу Вчорайшенського району.
- Адамівська сільрада Погребищенського району перейшла до складу Плисківського району.
- Ревухська, Топорівська, Чехівська, Рогачівська і Березянська сільради Погребищенського району перейшли до складу Ружинського району.
- Уланівський район (без селищ Семаки, Сербиновки і Білий Рукав) Вінницької округи перейшов до складу Бердичівської округи.
- села Березівка, Северинівка, Цимбалівка, Бичева, Яблунівка, х. Камінський, х. Рогозна і Любарка розформованого Терешпільського району Вінницької округи перейшли до складу перечислюваного до Бердичівської округи Лимарського району Житомирської округи;
- села Мазепинці, Мар'янівка, Сулківка, Скаржниця, Торчини, Митинці, Сальниця і Ігнатівка розформованого Терешпільського району Вінницької округи перейшли до складу перечислюваного до Бердичівської округи Уланівського району.
- села Кропивна, Клітенка, Погоріла[4], Ступник, Великий Острожок, Малий Острожок, Слобода-Кустовецька, Вишенька, Крижанівка, Кустівці і Рогинці розформованого Малокутищанського району Вінницької округи перейшли до складу приєднуваного до Бердичівської округи Уланівського району.
- села Малі Кутища, Великі Кутища, Лемешівка, Люлинці, Немиринці, Райки, Нападівка і Мончинці розформованого Малокутищанського району Вінницької округи перейшли до складу Махновського району.
- хутір В.-Степ Калинівського району Вінницької округи перейшов до складу Козятинського району.
- село Лопатин Прилуцького району Вінницької округи перейшло до складу Козятинського району.

23 вересня 1925 року:
- Туровецька, Тулинська, Лещинська, Іванківська, Іваницька, Волосівська, Н-Котельнянська, Антополь-Болярківська, Старо-Котельнянська, Старосільська, Рудно-Грабівська, Івницька і Смолівська сільради, що входили до складу Андрушівського району, перейшли до створеного на території Житомирської округи нового Іванківського району;
- Чудно-Гутська, Годиська, Садківська, Буратинська, Карвинівська, Станіславівська, Ясногородська і Сульжинівська сільради, що входили до складу Чуднівського району, перейшли до Миропільського району Житомирської округи.

Ліквідована 15 вересня 1930 року, райони передані в пряме підпорядкування Української СРР.

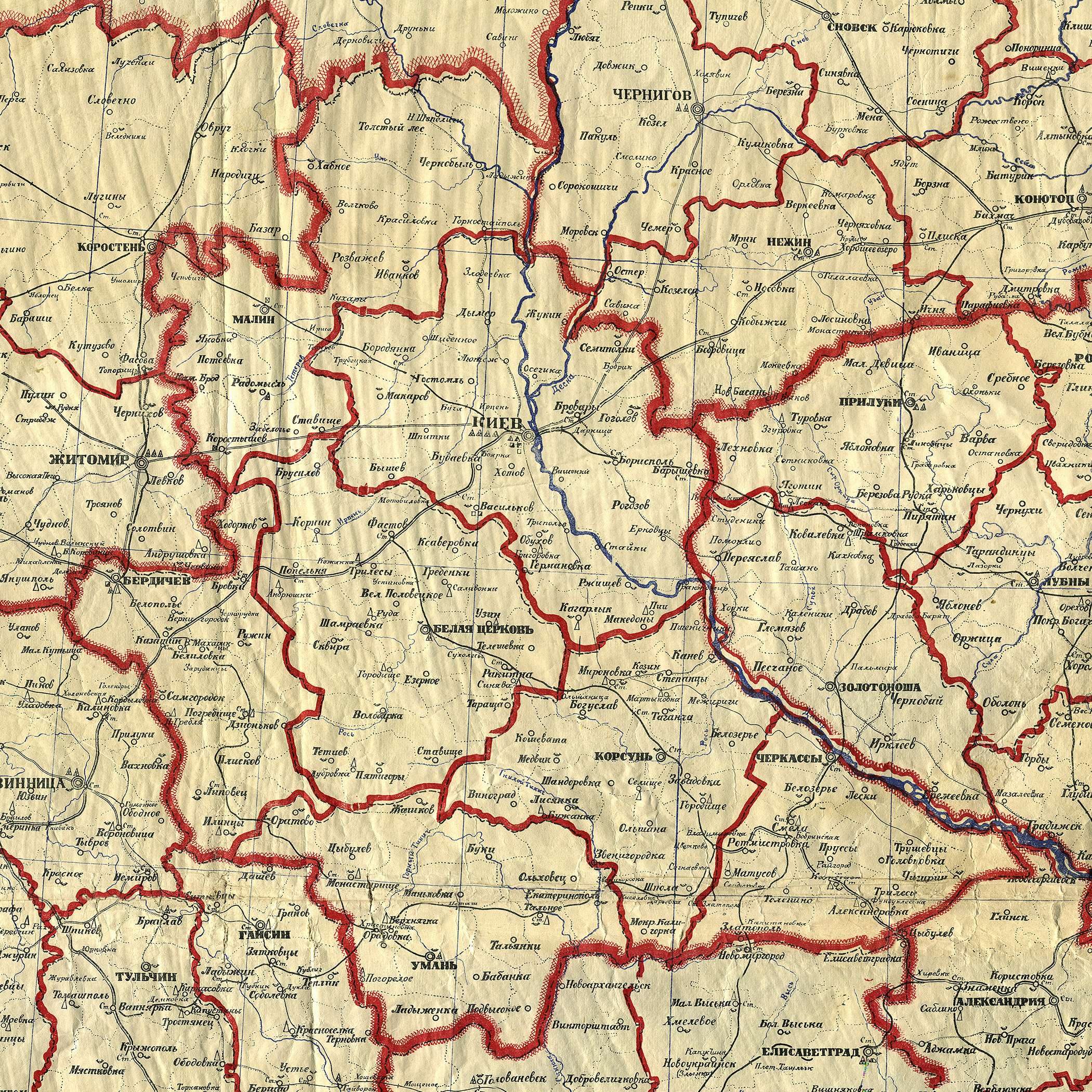
Карта Бердичівської округи у складі Київської губернії, 1923
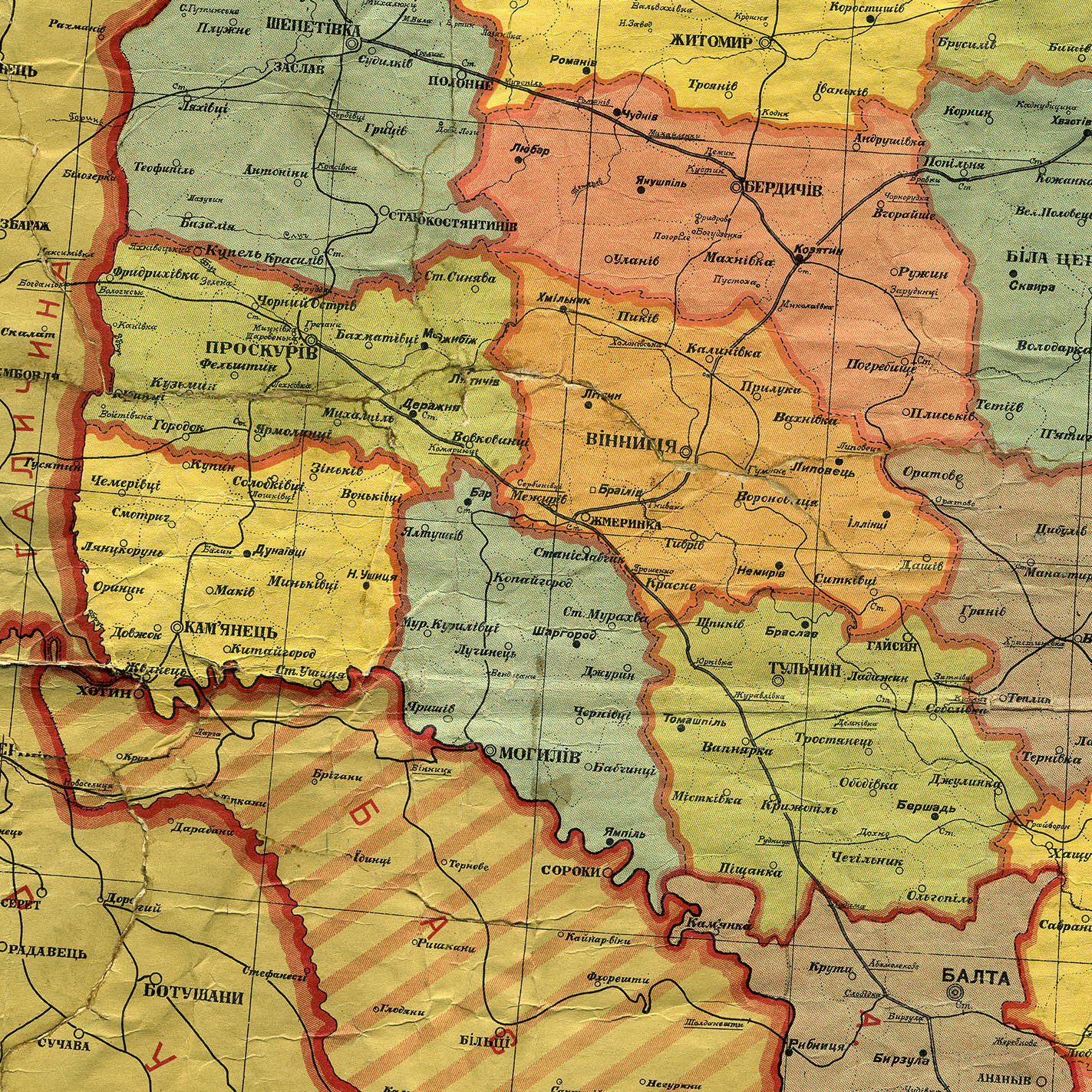
Карта Бердичівської округи, адміністративні межі станом на 1 жовтня 1925
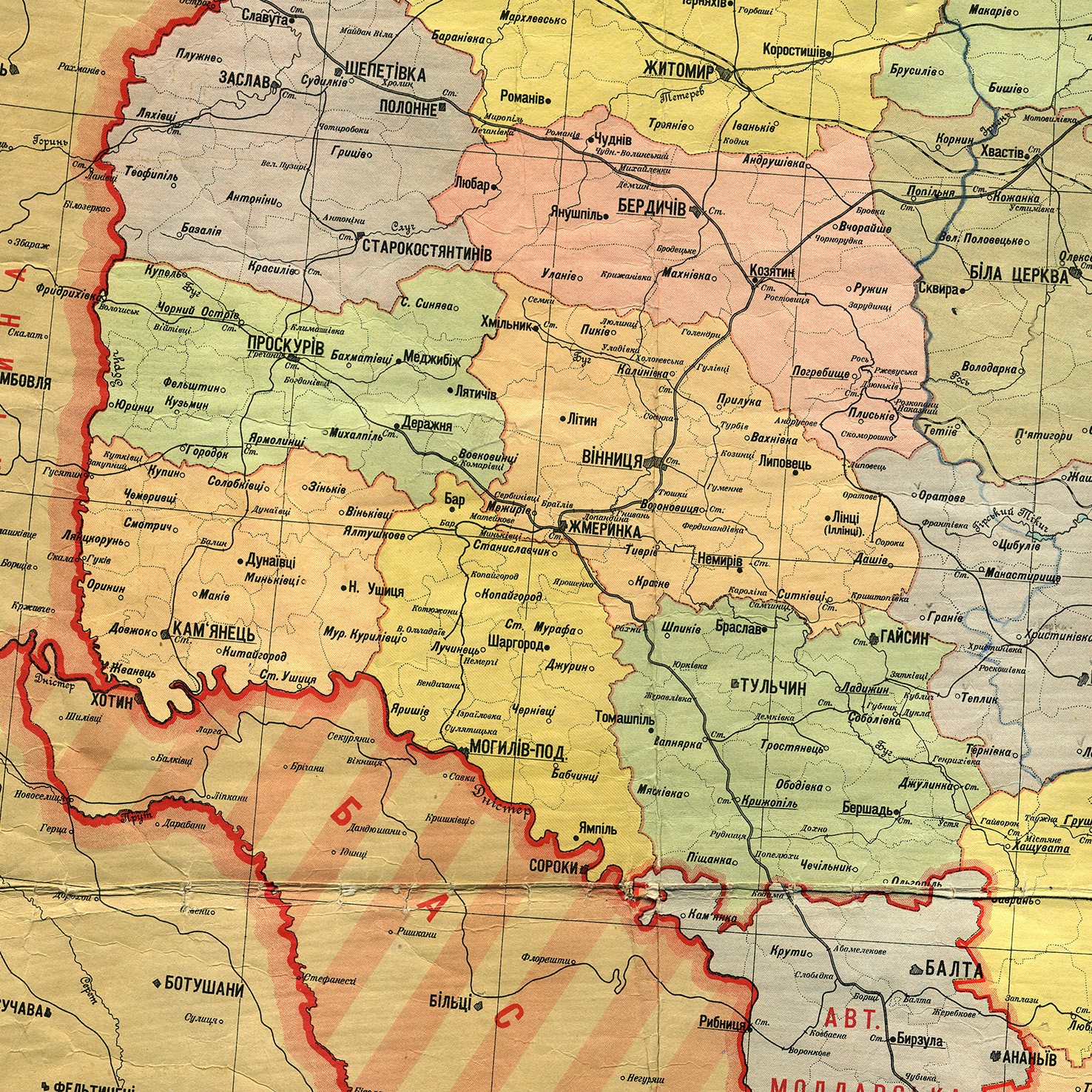
Карта Бердичівської округи, адміністративні межі станом на 1 березня 1927
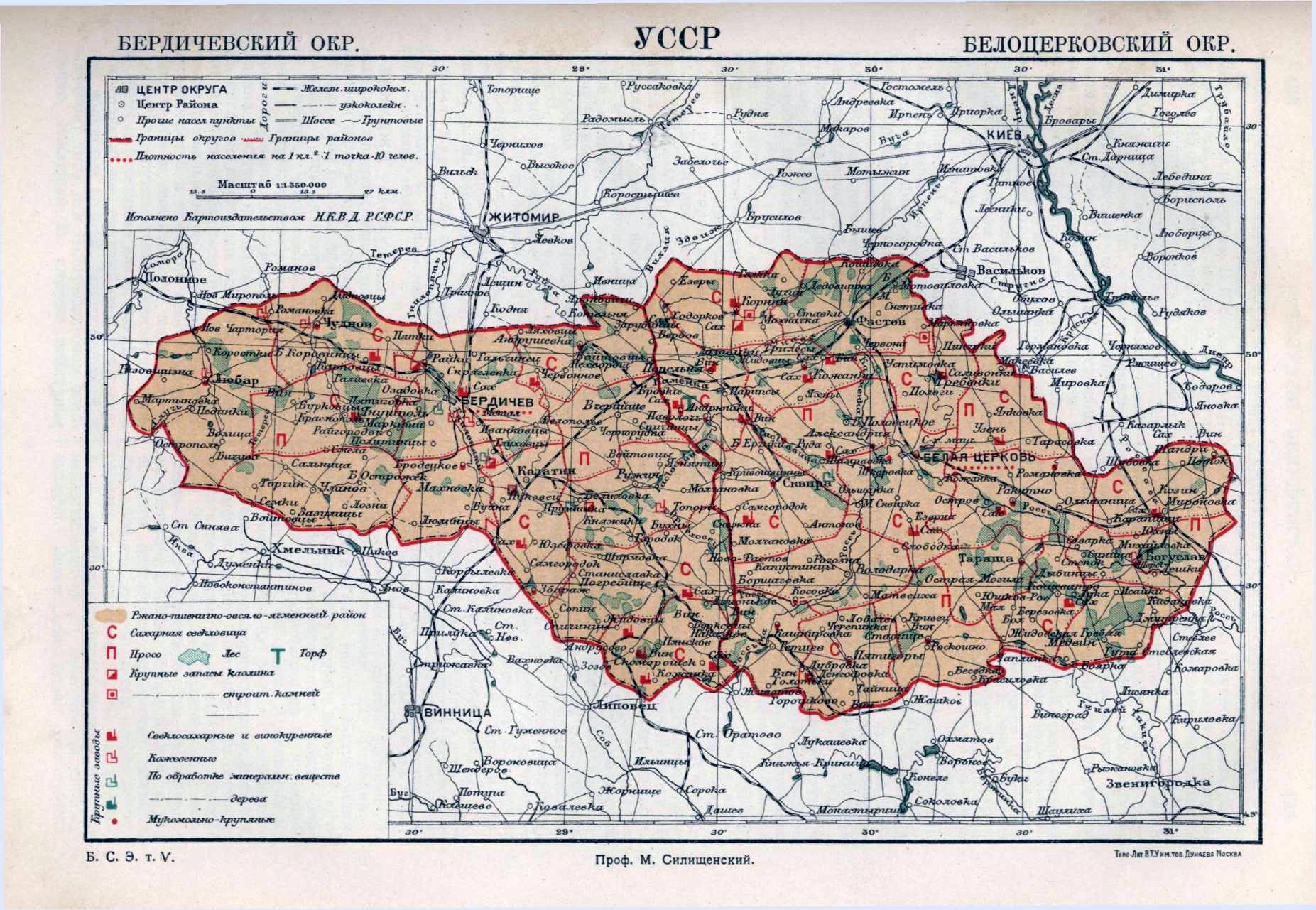
Карта Білоцерківської та Бердичівської округ (Велика Радянська Енциклопедія, 1-ше видання, 1930)

## Населення
Згідно з Всесоюзним переписом населення 1926 року в окрузі проживало 732 514 чоловік (48,5% чоловіків і 51,5% жінок). З них 114 376 були міськими, а 617 704 сільськими жителями.

### Національний склад
За національним складом 81,8% населення були українці, 9,5% євреї, 6,6% поляки, 1,4% росіяни, інші національності загалом 0,7%.
Населення та національний склад районів округи за переписом 1926 року
| Район               | Населення, осіб | Національний склад, % | Національний склад, % | Національний склад, % | Національний склад, % | Національний склад, % | Національний склад, % | Національний склад, % | Національний склад, % |
| Район               | Населення, осіб | українці              | євреї                 | поляки                | росіяни               | чехи                  | німці                 | білоруси              |                       |
| ------------------- | --------------- | --------------------- | --------------------- | --------------------- | --------------------- | --------------------- | --------------------- | --------------------- | --------------------- |
| м. Бердичів         | 55 556          | 26,4                  | 55,5                  | 8,5                   | 8,1                   | 0,1                   | 0,5                   | 0,2                   |                       |
| Андрушівський       | 49 708          | 91,6                  | 3,5                   | 3,7                   | 0,7                   |                       | 0,1                   |                       |                       |
| Бердичівський       | 67 925          | 88,5                  | 2,5                   | 7,7                   | 1,0                   |                       | 0,1                   |                       |                       |
| Вчорайшанський      | 33 464          | 92,9                  | 3,6                   | 2,9                   | 0,4                   |                       | 0,1                   | 0,1                   |                       |
| Козятинський        | 69 611          | 79,7                  | 6,6                   | 9,9                   | 2,0                   | 1,1                   | 0,1                   | 0,2                   |                       |
| Любарський          | 73 807          | 88,5                  | 6,7                   | 3,8                   | 0,6                   |                       |                       |                       |                       |
| Махнівський         | 39 340          | 78,0                  | 5,7                   | 15,1                  | 0,7                   | 0,3                   |                       |                       |                       |
| Плисківський        | 51 413          | 92,1                  | 5,5                   | 1,7                   | 0,5                   |                       |                       | 0,1                   |                       |
| Погребищенський     | 69 836          | 90,6                  | 5,1                   | 3,6                   | 0,3                   |                       |                       |                       |                       |
| Ружинський          | 62 406          | 86,0                  | 8,4                   | 5,0                   | 0,5                   |                       |                       |                       |                       |
| Уланівський         | 55 640          | 84,8                  | 5,9                   | 9,1                   | 0,1                   |                       |                       |                       |                       |
| Чуднівський         | 60 478          | 82,0                  | 8,6                   | 4,7                   | 3,1                   | 1,3                   | 0,1                   | 0,1                   |                       |
| Янушпільський       | 43 330          | 81,3                  | 5,4                   | 12,7                  | 0,3                   |                       |                       |                       |                       |
| Бердичівська округа | 732 514         | 81,8                  | 9,5                   | 6,6                   | 1,4                   | 0,3                   | 0,1                   | 0,1                   |                       |

### Мовний склад
Рідна мова населення Бердичівської округи за переписом 1926 року
| Район               | Населення, осіб | Рідна мова, % | Рідна мова, % | Рідна мова, % | Рідна мова, % | Рідна мова, % |
| Район               | Населення, осіб | українська    | єврейська     | польська      | російська     | інша          |
| ------------------- | --------------- | ------------- | ------------- | ------------- | ------------- | ------------- |
| м. Бердичів         | 55 556          | 26,1          | 51,3          | 5,3           | 15,3          | 2,0           |
| Андрушівський       | 49 708          | 93,9          | 3,4           | 0,8           | 1,0           | 0,9           |
| Бердичівський       | 67 925          | 93,8          | 2,4           | 2,4           | 1,0           | 0,3           |
| Вчорайшанський      | 33 464          | 94,3          | 3,5           | 1,5           | 0,4           | 0,2           |
| Козятинський        | 69 611          | 83,2          | 6,0           | 4,2           | 4,9           | 1,7           |
| Любарський          | 73 807          | 91,2          | 6,6           | 1,0           | 0,6           | 0,6           |
| Махнівський         | 39 340          | 85,1          | 5,5           | 7,7           | 0,9           | 0,7           |
| Плисківський        | 51 413          | 92,6          | 5,4           | 0,9           | 0,6           | 0,4           |
| Погребищенський     | 69 836          | 93,5          | 5,0           | 0,7           | 0,5           | 0,3           |
| Ружинський          | 62 406          | 89,5          | 8,2           | 1,4           | 0,5           | 0,4           |
| Уланівський         | 55 640          | 91,6          | 5,8           | 2,0           | 0,2           | 0,4           |
| Чуднівський         | 60 478          | 85,0          | 8,5           | 1,7           | 3,3           | 1,6           |
| Янушпільський       | 43 330          | 87,1          | 5,3           | 7,1           | 0,3           | 0,2           |
| Бердичівська округа | 732 514         | 85,2          | 9,1           | 2,6           | 2,3           | 0,8           |

## Керівники округи

### Відповідальні секретарі окружного комітетуКП(б)У
- Денисов О. Н. (.03.1923—1923),
- Миколенко (1923—1924),
- Бергавінов Сергій Адамович (1924—.11.1924),
- Савицький К. Ф. (.11.1924—.02.1925),
- Тьомкін Марк Мойсейович (.02.1925—2.01.1927),
- Налімов Михайло Миколайович (2.01.1927—4.12.1928),
- Лєсов С. М. (4.12.1928—1930),
- Мазур Франц Тимофійович (1930)

### Голови окружного виконавчого комітету
- Кудрін Іван Михайлович (.03.1923—.12.1923),
- Шайкевич Олександр Наумович (.12.1923—.03.1925),
- Кузнецов Яків Петрович (.03.1925—.11.1925),
- Василенко Марко Сергійович (.12.1925—.05.1928),
- Гаврилін, в. о. (.05.1928—.06.1928),
- Кириченко Семен Трифонович (.06.1928—.03.1929)
- Конотоп Віктор Якович (.03.1929—.06.1930)
- Шаргей Михайло Євгенович (.06.1930—.09.1930)